# 市倉ファーム

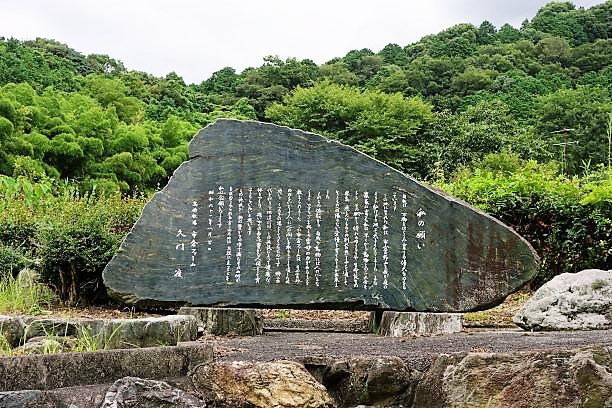
旧市倉ファームの入り口近くに残る久門渡の言葉を記した石碑

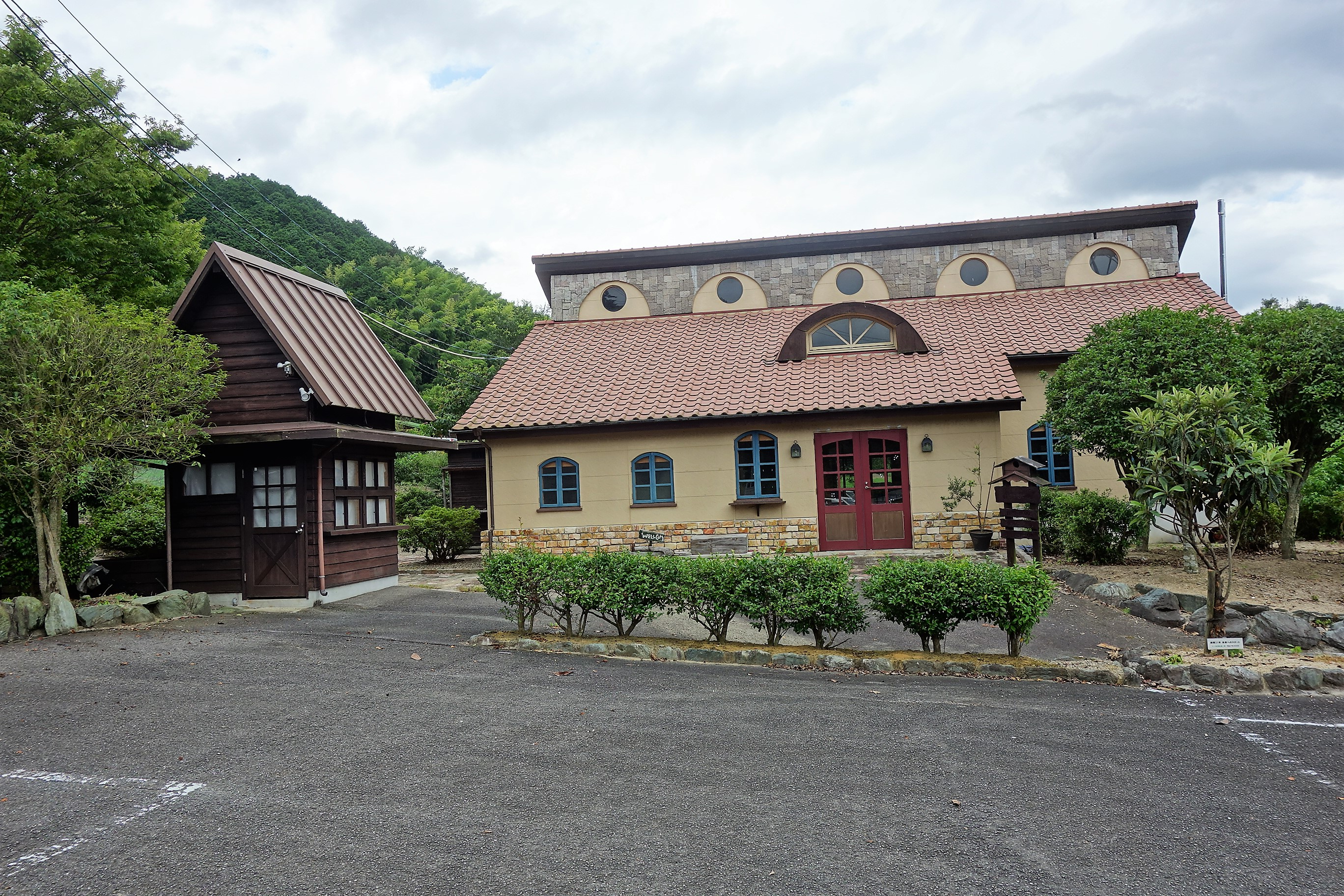
旧市倉ファームのレストラン。土砂災害の後に建設された代替施設

高原牧場市倉ファーム（こうげんぼくじょういちくらファーム）は、愛媛県西条市にあったテーマパーク。1986年8月、ファーム最初のテーマパークとしてオープンし、日本における農業公園の先駆けとして注目された。ヨーロッパの牧場をイメージしたテーマパークで、日本庭園なども併設されていた。2004年9月の台風21号で大きな被害を受けて休園。2005年4月20日より、一部施設を再整備して再オープンするも、2006年6月より再び休園となり 2007年に正式に閉鎖された。

## 開園まで
開設者の久門渡（1939 -）は、愛媛県西条市南部の畜産と農業を営む家の八人兄弟の末っ子として生まれた。久門は、両親の「農業は辛いことばかりで楽しいことはない」という言葉を聞きながら育ったが、実家の農業を継ぐつもりでいた。しかし通学していた農業高校在学中に父親が事故で亡くなり、農地は人手に渡ってしまう。久門は高校卒後に家を出て建設会社に就職する。1964年10月、久門は後にファームとなる西条金属株式会社を創業する。その後、次々と事業を拡大し、ガソリンスタンドやスーパーマーケットなど10余りの企業を運営するに至るが、子供の時に父親とともに牧場の牛を追いかけていたときのことを忘れられず、いつか西条の町に牧場を再興したいと思っていた。1973年には、愛媛県西条市中野に「西条ゴルフ倶楽部」をオープンするが、想像していた以上にゴルフ場開発が自然破壊を伴うものであったことより、ゴルフ場開発は自分に理念には合わないものだと感じるようになったとされる。また、寂れていく地元農業の実態を目の当たりにして、地域復興のために農業や牧場をテーマにした観光施設を作る考想を練るようになる。郷里が荒廃の一途を辿り寂れていくのを黙って見ておれなかったためであると後に回想している。当時のテーマパークは、ディズニーランドを筆頭にして園内に高額な遊具を設置した遊園地ばかりであったが、久門はそれらには習わず、一家が1万円で1日遊べる施設を目指した。

## 市倉ファーム建設
用地は久門の生家から10キロと離れていない加茂川の沿った山の緩斜面で、1975年頃は、一面みかん畑が広がる土地であったが、1986年までに既にみかん農家は廃業しており、一面荒地となっていた。標高は230メートルあり、みかん畑の跡地の他には僅かな農地があるだけの寂しい土地であった。過去にはフッ素化合物の汚染も問題になったことがあった。この土地に、地域復興と農業再生を狙っての市倉ファームの開発であったが、こんな田舎にテーマパークなど作っても採算が合うはずがないと誰もが反対し、銀行からも融資を断られた。用地の地権者は150人おり、久門が農業振興にかける夢とファームパークの事業性を説明して説得を行ったが、地上げ屋と勘違いされる有様で、用地買収は困難を極めた。敷地はファームの会社名義ではなく、久門の個人所有地として登記された。資金は、久門の運営する会社のうち、西条金属 と共和観光開発 が提供した。50人の従業員は全員地元から雇用した。建設作業大部分は大部分を久門の傘下の企業が行い、低コストに徹して行われた。久門は常々「出来れば樹の1本も切りたくない」という主張をしており、自然の地形を生かした配置を行った。設計や企画の会社は通さず、全て久門自身が管理監修を行った。

## 設備

### 牧場型庭園
敷地の入口に羊が放牧される羊広場があった。1995年時点で羊は30頭飼育されていた。敷地の奥には、赤く塗装された金属屋根の畜舎が建てられ、羊の他にも、馬、山羊、牛、ラマ、ウサギなどが飼育されていた。ポニーの体験乗馬も出来た。これらの動物は「移動動物園」として園外に派遣されることもあった。飼育される動物は2000年時点で約10種類、計約200匹であった。例年2月頃は出産シーズンであり、毎年牛が3-4頭、羊が7-8頭生まれていた。1995年からは初の試みとして牧舎の外で自由に施設利用者が子羊に授乳できるようにしたところ好評であった。

### 花壇
羊広場から奥へ坂道を登って進むと、洋風庭園、花壇、バラ園が整備されたエリアがあり、ボタン、バラ、ヒマワリ、コスモス、菜の花などの季節の花が植えられていた。花壇の西側に八堂山遺跡（弥生時代後期）で検出された竪穴建物跡を1/2スケールで復元した竪穴建物が展示されていた。

### 石燧園
花壇の西側の丘陵へ坂を登ると「石燧園」と呼ばれる池泉廻遊式庭園の日本庭園があった。1万トンを超える量の伊予石が投入され、錦鯉が泳ぐ池が設けられていた。周囲を林に囲まれた日本庭園はツバキなどが咲き乱れ、地域の憩いの場所として人気を集めた。池は瀬戸内海を模しており、ひときわ大きな庭石は石鎚山を表し、家の中の庭石は瀬戸内海の島々を表現した。石燧園の奥の林の中には赤い屋根のスーパースライダーの起点があり、コンクリート製の浅い凹型のコースが林の中を縫って下まで続いていた。

### 自由広場
花壇の奥には自由広場と呼ばれた広場があり、広場を取り囲むレールが敷かれて遊覧用のミニSLが走っていた。ミニSLは朝日エンジニアリング製の軌間600mmの電動列車で、坊ちゃん列車風の構造に真紅の塗装がなされており「市倉ファーム号」と呼ばれた。1周300メートルのコースを客車3両を牽引して周遊していた。自由広場の奥の高台には「まきば館」と呼ばれる白いレストハウスが建てられ、土産物の販売コーナーや大規模なレストランや乳製品加工工場があった。乳製品加工工場では敷地内の牧場で絞られた新鮮なミルクを原料に、チーズやバターが生産された。別棟としてパン工房が入った建物もあった。「まきば館」の近くには18ホールのパターゴルフや屋外バーベキュー設備、変形自動車の試乗コース、スライダーコース（ゴール）等もあった。ここでは、愛媛新聞社主催、新居浜ゲートボール連合主幹の「市倉ファームゲートボール大会 」が毎年開催された。

## 開園後の賑わい
1986年8月開園。キャッチコピーは「太陽と緑とミルクの里」であり、ヨーロッパ風の牧場風景をテーマにして開発されたが、石鎚山と瀬戸内海をイメージした日本庭園も設けられていた。園内には多数の動物が飼育され、レストランでは自家製牛乳やアイスクリームなども製造された。地区教育施設の遠足や、しまなみ海道開通（1999年）による観光客増加によって団体客や家族連れが多数利用して賑わった。利用者は開園当初から安定しており、開園から11年経過した1997年頃までは年間14万人であり、地元の利用者が多いのが特徴であった。リピーター率は70％にもなり、初年度から黒字営業であった。1998年には、「おもしろ妖怪村」と題して、あいテレビと愛媛新聞社と市倉ファームの三社合同開催で、肝試しの迷路が設置された。河童や砂かけババア、一つ目小僧などの妖怪に扮したスタッフが観客を楽しませた。洋ラン愛好家を集めたイベント やゲートボール大会も開催された。洋ランのイベントは「新春展」として日本蘭協会愛媛支部が年末年始に開催し、カトレアを中心に約300点を出展。栽培方法の説明展示や即売コーナーが設けられた。

## 周辺のテーマパーク開発
市倉ファームは、ファームの第1号となるテーマパークであったが、1990年代になると、ファーム自身が次々と類似したコンセプトのテーマパークを県内に立て続けにオープンさせる。特に、フォルテ西条とチロルの森は、市倉ファームとコンセプトが重複する部分が多いうえに3つとも西条市内に作られた。例えば、石鎚芸術村チロルの森は同じ国道194号線沿いにあり市倉ファームから車でわずか10分の距離に位置した（距離は8km）。西条市は2000年の時点で、人口は11万人の地方都市に過ぎず、1991年に松山自動車道いよ西条インターチェンジ、1999年にしまなみ海道がオープンして周辺地域との交通が改善されたとはいえ、1995年までのような年間14万人もの集客維持は困難であった。また、ファームのテーマパークの開発は当時年間1施設という急ピッチであり、県外においても広島県・香川県・山口県・岡山県に非常にコンセプトが似通ったテーマパークを短期間に開設した。
|                      | 所在         | 設置年 | 閉鎖年     | テーマ           | 面積                | 地ビール製造 |
| -------------------- | ------------ | ------ | ---------- | ---------------- | ------------------- | ------------ |
| 市倉ファーム         | 愛媛県西条市 | 1986   | 2007       | 観光牧場         | 21万平方メートル    | なし         |
| ていれぎの里         | 愛媛県西条市 | 1987   | 1998以前   | 祭りと西条の水   | 不明                | なし         |
| 足立の庄             | 愛媛県東温市 | 1990   | 2001       | 祭りと美術       | 不明                | なし         |
| 石鎚芸術村チロルの森 | 愛媛県西条市 | 1996   | 2009       | チロル地方と芸術 | 20万平方メートル    | 〇           |
| フォルテ西条         | 愛媛県西条市 | 1997   | 1999       | 南欧州           | 4万5000平方メートル | なし         |
| エルンテ大洲         | 愛媛県大洲市 | 1998   | 2003年以前 | ドイツの田舎町   | 1万2000平方メートル | 〇           |
| 愛媛わんわん村       | 愛媛県東温市 | 2002   | 2008       | 世界の犬         | 9万8000平方メートル | なし         |

|                                                                                 | 所在             | 設置年 | 閉鎖年 | テーマ        | 面積                 | 地ビール製造 |
| ------------------------------------------------------------------------------- | ---------------- | ------ | ------ | ------------- | -------------------- | ------------ |
| 四国ニュージーランド村                                                          | 香川県仲多度郡   | 1987   | 2005   | 観光牧場      | 15万平方メートル     | なし         |
| 広島ニュージーランド村                                                          | 広島県安芸高田市 | 1990   | 2008   | 観光牧場      | 100万平方メートル    | なし         |
| 山口ニュージーランド村                                                          | 山口県美祢市     | 1990   | 2005   | 観光牧場      | 30万平方メートル     | なし         |
| 岡山農業公園 ドイツの森 クローネンベルク 現:おかやまフォレストパーク ドイツの森 | 岡山県赤磐市     | 1995   | 営業中 | 観光牧場      | 50万平方メートル     | 〇           |
| 出雲いりすの丘                                                                  | 島根県出雲市     | 2000   | 2008   | 観光牧場+温泉 | 26万2000平方メートル | 〇           |

1995年頃からは、1年間に2施設のペースに加速し、九門は行政との交渉や陣頭指揮のために年間200日はホテル暮らしをして地元西条を離れるようになった。1997年までに、ファームが運営する施設の数は10を超えた。これらはオープン後しばらくは非常に良好な業績であり1997年の時点で赤字なのは2施設だけであった。しかし、1990年代末よりいずれも採算性が悪化して2000年になると次々と閉鎖することになる。
ファームは最盛期には全国に20を超える施設を手掛ける。その後の経緯は、ファーム (愛媛県)を参照のこと。

## 土砂災害による休園
2004年9月末に襲来した台風21号により、レストハウス「まきば館」の背面にあった沢が氾濫し、「まきば館」は土石流で全壊した。また約21ヘクタールある敷地の半分以上が土砂に埋もれてしまい、半年間の休園を余儀なくされた。
2005年4月20日、施設内に流入した土砂を除去して半年ぶりに部分的な営業を再開した。園内の樹木や牧草、芝生は植え直しを行って再整備した。レストランとバーベキューコーナーは場所を変えて新築した。入り口近くのヒツジの放牧スペースを拡大するなど、来場者が動物とふれあえるコーナーを充実させた。しかし、新築された建物は被災前と比較して小規模で、団体客利用には対応していなかった。また乳牛の飼育と乳製品製造は休止されたままであった。土石流を起こした沢は、2005年4月時点では、砂防ダムを設置する工事が行われており、工事が完了してから施設全体の再整備を行う方針とされた。

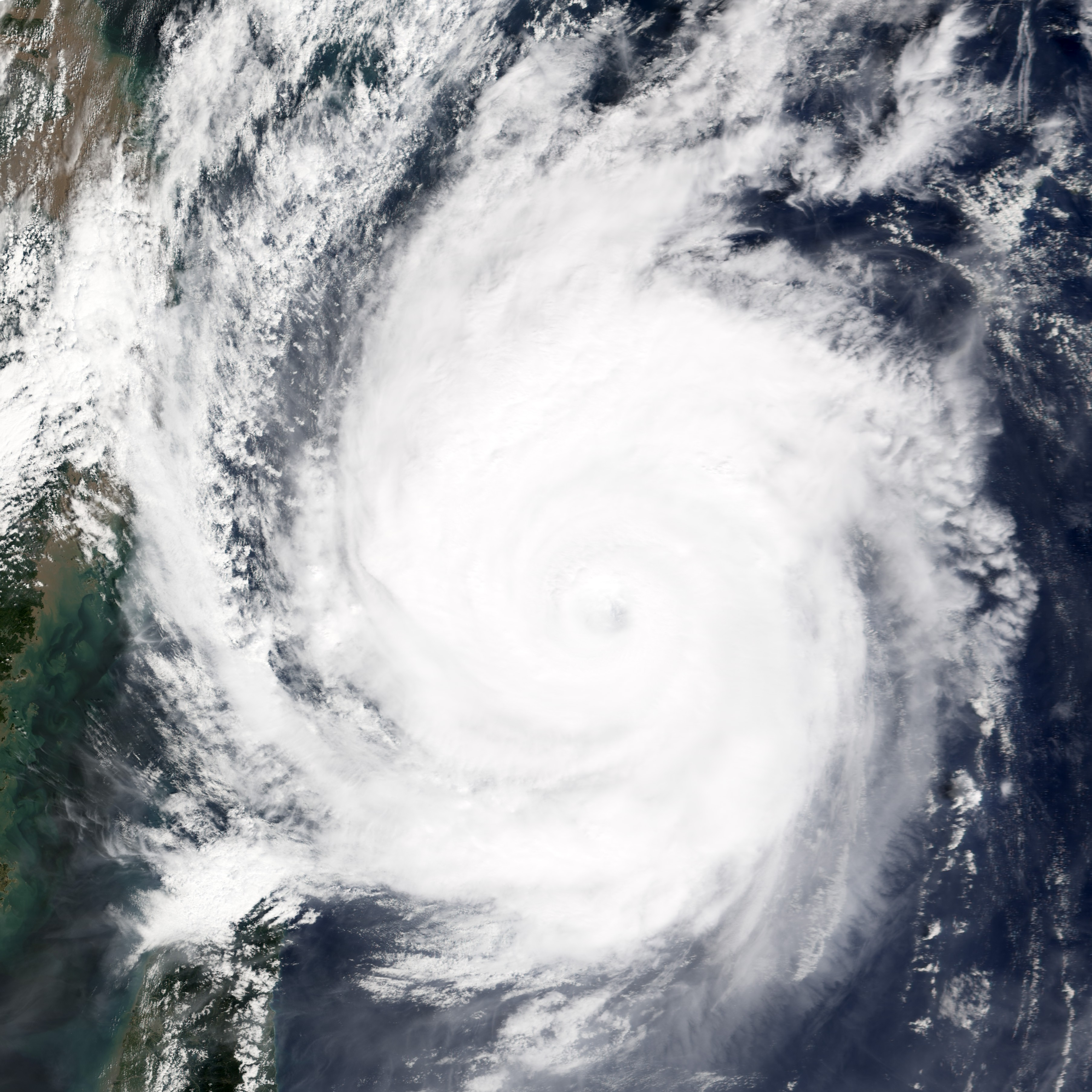
台風第21号（メアリー）
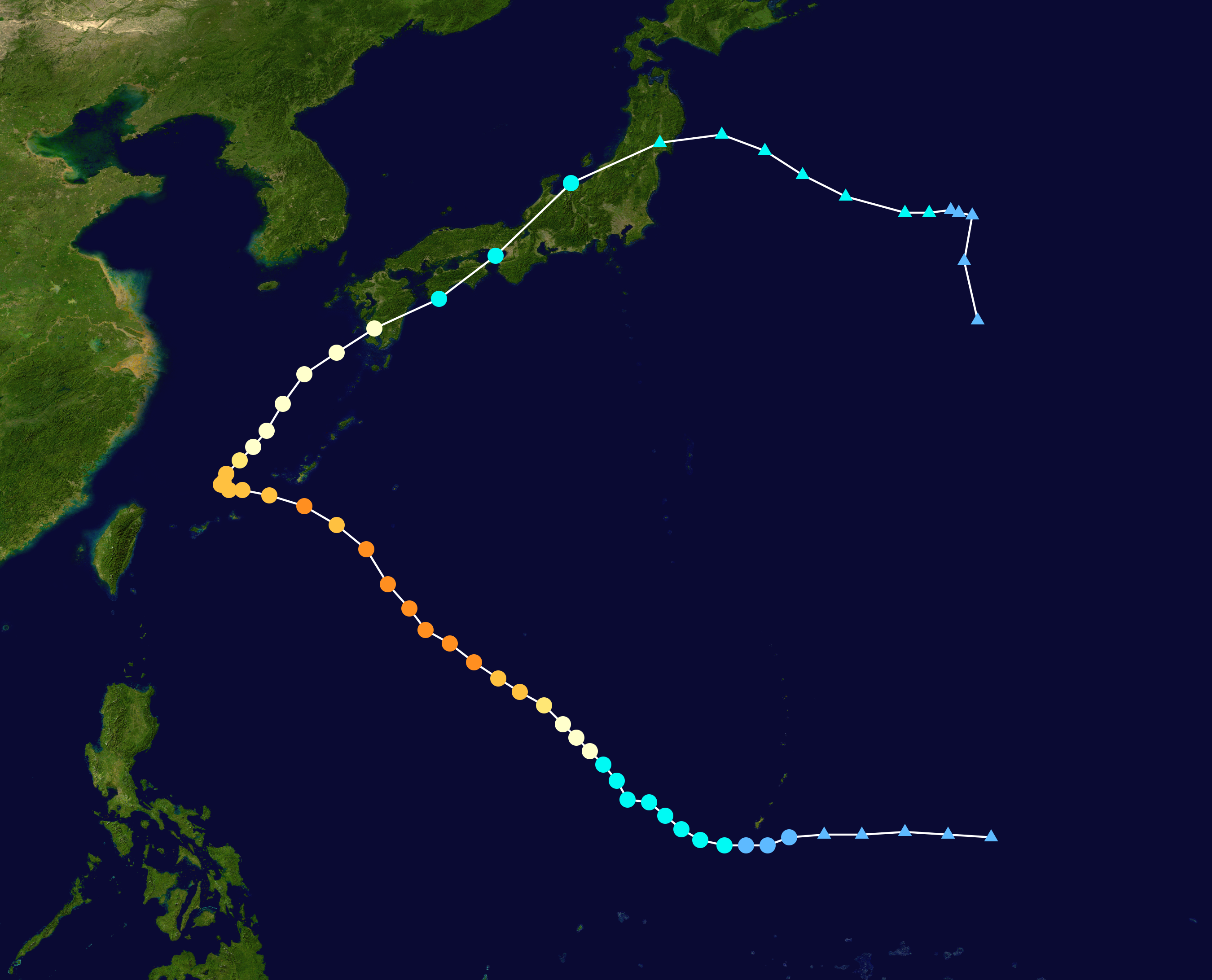
台風第21号の進路
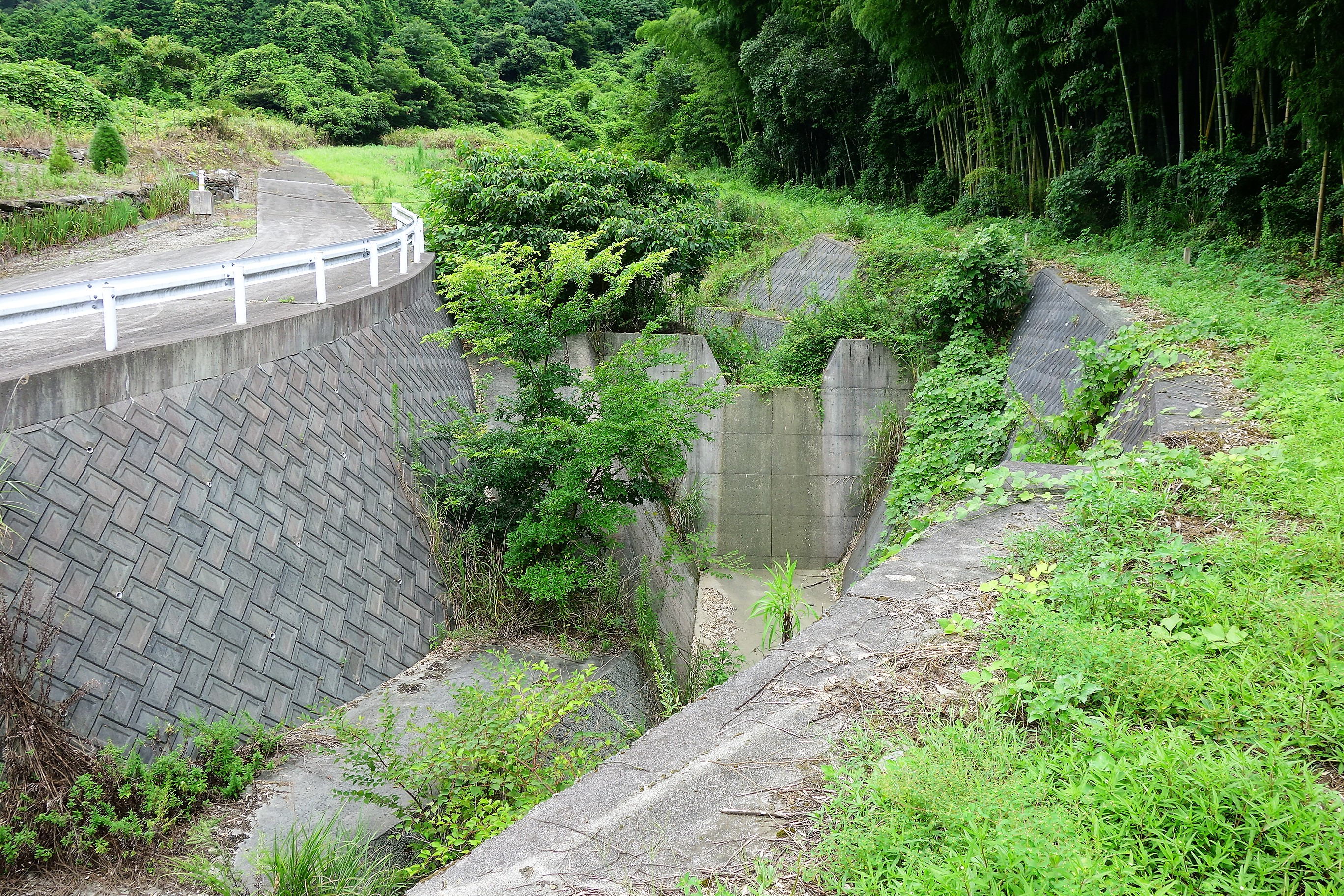
氾濫した「まきば館」裏手の渓流。写真撮影時には砂防ダムの設置が完了している。

## 閉園
晩年には飼育される動物の数も減り、日本庭園の池には鯉もいなくなった。再オープンから1年後の2006年6月から再び休園となる。2008年7月には、市民ボランティアが集まり、園内の敷地1ヘクタールに彼岸花50万本を植えて、新たな市民のいこいの場をつくる計画を立て、メンバーを募った。2008年7月の時点でも、砂防堰堤が建設中であり、砂防施設が完成する数年後に営業再開される予定であるとされた。しかし市倉ファームが再び営業されることは無くそのまま閉園となった。閉園日は溯って2007年6月1日とされた。

## 衛星写真
| 1975年3月 | 1993年5月 |
| --- | --- |
| | |
| 市倉ファーム開設前の写真。写真上側の川が加茂川。1975年当時は一面ミカンの果樹園であったが、これらは1986年までに耕作放棄され、久門が買い取った時には荒地となっていた。中央に縦走する狭い市道の西側（写真では左側）に市倉ファームは建設された。 | 市倉ファーム運営中の写真。写真中央下やや右の白長方形の建物が「まきば館」。上方では松山自動車道の建設工事が進む。久門の用地買収は、当初松山自動車道開通を睨んだ地上げだと勘違いされた。 |
| 1998年5月 | 2010年4月 |
| | |
| 松山自動車道が開通した後の1998年の撮影。園内は大きな変化はないが、植樹された木々が1993年と比較すると大きく育っている。土砂災害に被災する前なので、駐車場脇のレストランはまだ建築されていない。                                               | 閉鎖後の写真。土砂災害で「まきば館」は消滅している。「まきば館」は写真中央下の高圧電線の鉄塔の脇にあった。右下の沢は土石流対策工事が完了している。駐車場脇に土砂災害後に「まきば館」の代替として建築されたレストランが見える。駐車場から少し離れた林の傍にある目立つ赤い屋根の建物が畜舎（写真中央やや左側）。畜舎のある林の反対側（下側）にあるピーマンを横にしたような平坦地が日本庭園で、庭園内の池が見える。2010年当時はまだ久門の個人所有地なので、園の様子が比較的保たれている。この1年後の2011年に売却され、農地化が進む。 |

## 閉鎖後
閉鎖後も敷地は久門の個人所有のままであったが、2011年（平成23年）12月27日に西条市内の不動産業者の関連会社に売却された。その後は「いちくらの森 RAPPORT ICHIKURA」と名称が変更され、2016年頃まで地元のイベント等で不定期に使用された。入口近くのレストランは西条市の喫茶店運営者によって「らぽーと いちくらカフェ」という喫茶店として営業された時期もあったが、短期間でテナントが転出して再び空家に戻った。駐車場だった場所には、株式会社朝日商事によって太陽光発電設備が設置され「市倉発電所」となっている。赤く塗装された金属屋根の畜舎は2019年現在も残っており、民間の牧場として使用されている。花壇や芝生公園は、農地やビニルハウスとして使用されている。復元竪穴建物は基礎の石のみが残っている。

## ギャラリー
- 旧駐車場（市倉発電所）
- 牧場として使用されている畜舎
- 木々が残る旧園内

## 料金

### 利用料金
- 入園料は大人400円[12]、子供300円[27]。1年間何度も入園できる年間パスポート1000円もあった。
- 変形自転車とローラースケートは30分300円[12][27]
- ポニーの乗馬は、子供300円、大人400円[12]（乗馬コース1周）[27]
- スーパースライダー　1回200円[27]
- パターゴルフ　300円[27]

### 食事
- ジンキスカンセット 1000円
- サーロインステーキセット　1500円
- シーフードセット　1500円
- 牛モモセット　2000円
- 牛ロースセット　2500円など[27]

## 所在地
〒793-0056 愛媛県西条市中野丙68-1

## 交通
- せとうちバス　「市倉ファーム前」バス停留所下車
- 松山自動車道いよ西条インターチェンジから国道11号を経由して西条市方面へ。加茂川を渡ったのちに川に沿って国道194号線で高知方面に南下して看板（現存せず）を左折。

## 営業時間
- 午前10時から午後5時まで。12月から2月は土･日曜、祝日のみ営業。

## 特記事項
- 敷地入口には「市倉の柿の木」と呼ばれる高さ20m大きな柿の老木があり、西条市指定天然記念物となっていた。
- 2004年9月末に襲来した台風21号では、市倉ファームのみならず、石鎚芸術村チロルの森も園内を流れる加茂川が氾濫したことにより被害を受け、被害復旧のために同様の休園を余儀なくされている。